# (851) Zeissia
(851) Zeissia ist ein Asteroid des Hauptgürtels, der am 2. April 1916 vom russischen Astronomen Sergej Ivanovich Beljavski am Krim-Observatorium in Simejis entdeckt wurde.
Der Asteroid ist nach dem deutschen Optiker und Firmengründer Carl Zeiß benannt.